# Łukasz Franciszek Makowiecki
Łukasz Franciszek Makowiecki herbu Pomian (zm. w 1699 roku) – starosta trembowelski w latach 1676–1697, starosta mogilnicki w 1676 roku.
Poseł sejmiku halickiego na sejm 1681 roku, sejm 1683 roku, sejm 1685 roku, sejm 1690 roku, sejm zwyczajny 1692/1693 roku. Poseł ziemi halickiej na sejm grodzieński 1678–1679 roku. Był elektorem Augusta II Mocnego z ziemi halickiej w 1697 roku.